# ارواح (سریال تلویزیونی)
ارواح (انگلیسی: Ghosts) یک کمدی کمدی تلویزیونی آمریکایی است که برای سی‌بی‌اس از سریال اصلی بریتانیایی به همین نام توسط جو پورت و جو وایزمن، که مجریان آن نیز بودند، اقتباس شده است.